# 278 Paulina
Paulina /pɔːˈliːnə, -ˈlaɪnə/ (định danh hành tinh vi hình: 278 Paulina) là một tiểu hành tinh điển hình ở vành đai chính. Ngày 16 tháng 5 năm 1888, nhà thiên văn học người Áo Johann Palisa phát hiện tiểu hành tinh Paulina khi ông thực hiện quan sát ở Viên và hiện không rõ nguồn gốc tên của nó.